# Neuroestimulação
Neuroestimulação é a aplicação de corrente elétrica no sistema nervoso por meio de elétrodos com o objetivo de ativar ou inibir grupos específicos de neurónios, vias ou redes neurais.